# Sybota rana
Espèce
Synonymes
- Uloborus rana Mello-Leitão, 1941

Sybota rana est une espèce d'araignées aranéomorphes de la famille des Uloboridae.

## Distribution
Cette espèce est endémique de la province de Salta en Argentine,.

## Description
La carapace de la femelle décrite par Grismado en 2001 mesure 1,46 mm de long et l'abdomen 3,96 mm.

## Publication originale
- Mello-Leitão, 1941 : Las arañas de Córdoba, La Rioja, Catamarca, Tucumán, Salta y Jujuy colectadas por los Profesores Birabén. Revista del Museo de La Plata (Nueva Serie, Zoología), vol. 2, p. 99-198.